# Ганза-парк

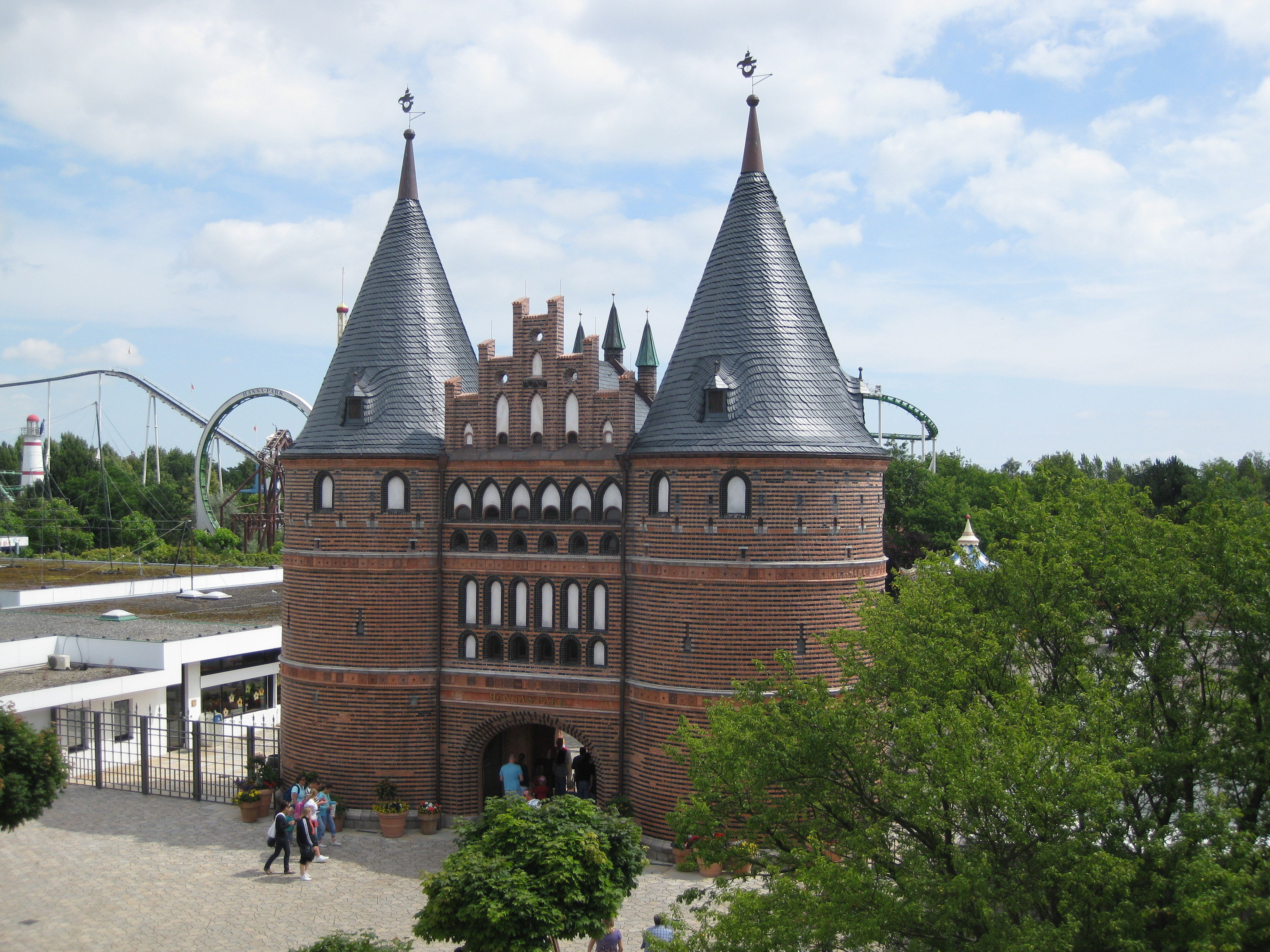

Ха́нза-парк (нем. Hansa Park) — частный парк развлечений, расположенный на берегу Балтийского моря, у автостарды A1 (E47) недалеко от города Зирксдорф.
Парк был открыт 15 марта 1977 года и первоначально назывался Ханзалэнд (Hansaland). Был переименован в 1987 году. С 1973 по 1976 на территории парка располагался первый в Германии филиал Legoland.
Парк расположен на территории 0,46 кв.км, включает более 125 аттракционов. Это пятый по величине парк развлечений в Германии — ежегодно его посещает более миллиона человек.